# Craigavon (Borough)
Craigavon war einer der 26 nordirischen Districts, die von 1973 bis 2015 bestanden. Der District, dessen Gebiet in den traditionellen Grafschaften Antrim, Armagh und Down lag, wurde 1973 eingerichtet und besaß den Status eines Borough. Der Verwaltungssitz war die Stadt Craigavon. Weitere bedeutende Orte waren Lurgan, Portadown, Waringstown und Donaghcloney. Zum 1. April 2015 ging er im neuen District Armagh, Banbridge and Craigavon auf.
Der District lag am Südufer von Lough Neagh.

## Craigavon Council
Die Wahl zum Craigavon Council am 11. Mai 2011 hatte folgendes Ergebnis:
| Partei | Partei                                    | Ergebnis 2011 | Ergebnis 2011 | Veränderung zu 2005 | Veränderung zu 2005 |
| Partei | Partei                                    | Sitze         | Stimmen       | Sitze               | Stimmen             |
| ------ | ----------------------------------------- | ------------- | ------------- | ------------------- | ------------------- |
|        | Democratic Unionist Party (DUP)           | 9             | 30,0 %        | 0                   | −0,8 %              |
|        | Sinn Féin                                 | 8             | 27,8 %        | 2                   | 5,4 %               |
|        | Ulster Unionist Party (UUP)               | 6             | 20,4 %        | 0                   | −2,4 %              |
|        | Social Democratic and Labour Party (SDLP) | 2             | 12,1 %        | −2                  | −4,9 %              |
|        | Alliance Party                            | 1             | 3,4 %         | 1                   | 1,0 %               |
|        | Traditional Unionist Voice                | 0             | 2,9 %         | 0                   | 2,9 %               |
|        | Sonstige                                  | 0             | 0,4 %         | 1                   | 0,4 %               |